# Saison 6 de Star Trek: Deep Space Nine
Chronologie
Saison 5 Saison 7
Cette page présente les épisodes de la saison 6 de la série télévisée Star Trek: Deep Space Nine.

## Synopsis de la saison
La saison commence alors que la Fédération a dû abandonner la station Deep Space Nine aux mains du Dominion, laissant sur place le major Kira, Odo, Quark et son frère Rom.

## Liste des épisodes

### Épisode 1:Volte-Face
- Andrew Robinson (Elim Garak)
- Jeffrey Combs (Weyoun)
- Marc Alaimo (Gul Dukat)
- Aron Eisenberg (Cadet Nog)
- J.G. Hertzler (Général Martok)
- Casey Biggs (Glinn Damar)
- Barry Jenner (Vice-Amiral William Ross (en))
- Brock Peters (Joseph Sisko)

Plusieurs mois après le début de la guerre contre l'alliance Dominion-Cardassienne, Sisko et son équipage sont démoralisés par la défaite écrasante des renforts promis.

### Épisode 2:Le règlement
- Andrew Robinson (Elim Garak)
- Phil Morris (Remata'Klan)
- Christopher Shea (Keevan)
- Aron Eisenberg (Cadet Nog)
- Paul S. Eckstein (Limara'Son)
- Lilyan Chauvin (Vedek Yassim)
- Sarah MacDonnell (Lieutenant Lisa Neeley)
- Joseph Fuqua (en) (Enseigne Paul Gordon)

### Épisode 3:Fils et filles
- Marc Worden (en) (Alexander Rozhenko)
- Marc Alaimo (Gul Dukat)
- J.G. Hertzler (Général Martok)
- Mélanie Smith (en) (Tora Ziyal)
- Casey Biggs (Glinn Damar)
- Sam Zeller (Ch'Targh)
- Gabrielle Union (N'Garen)

### Épisode 4:Derrière les lignes
- Jeffrey Combs (Weyoun)
- Marc Alaimo (Gul Dukat)
- Max Grodénchik (Rom)
- Aron Eisenberg (Cadet Nog)
- Casey Biggs (Glinn Damar)
- Barry Jenner (Vice-Amiral William Ross (en))
- Salome Jens (Fondatrice)

### Épisode 5:Gloire aux braves
- Andrew Robinson (Elim Garak)
- Jeffrey Combs (Weyoun)
- Marc Alaimo (Gul Dukat)
- Max Grodénchik (Rom)
- Aron Eisenberg (Enseigne Nog)
- J.G. Hertzler (Général Martok)
- Mélanie Smith (en) (Tora Ziyal)
- Casey Biggs (Gul Damar)
- Chase Masterson (Leeta)
- Barry Jenner (Vice-Amiral William Ross (en))
- Bart McCarthy (Contre-Amiral Cobum)
- Ericka Klein (Contre-Amirale Sitak)
- Salome Jens (Fondatrice)

### Épisode 6:Le sacrifice des anges
- Andrew Robinson (Elim Garak)
- Jeffrey Combs (Weyoun)
- Marc Alaimo (Gul Dukat)
- Max Grodénchik (Rom)
- Aron Eisenberg (Enseigne Nog)
- J.G. Hertzler (Général Martok)
- Mélanie Smith (en) (Tora Ziyal)
- Casey Biggs (Gul Damar)
- Chase Masterson (Leeta)
- Salome Jens (Fondatrice)

### Épisode 7:Vous êtes cordialement invités
- J.G. Hertzler (Général Martok)
- Marc Worden (en) (Alexander Rozhenko)
- Shannon Cochran (Sirella)
- Chase Masterson (Leeta)
- Aron Eisenberg (Enseigne Nog)
- Max Grodénchik (Rom)

### Épisode 8:Résurrection
- John Towey (en) (Vedek Ossan)
- Philip Anglim (Vedek Bareil Antos)

### Épisode 9:Probabilités
- Jeffrey Combs (Weyoun)
- Tim Ransom (Jack)
- Jeannetta Arnette (en) (Dr Loews)
- Hilary Shepard Turner (en) (Lauren)
- Michael Keenan (Patrick)
- Casey Biggs (Légat Damar)
- Faith C. Salie (en) (Sarina Douglas)

### Épisode 10:Les Sept Férengis
- Jeffrey Combs (Brunt)
- Max Grodénchik (Rom)
- Aron Eisenberg (Enseigne Nog)
- Cecily Adams (en) (Ishka)
- Josh Pais (Gaila)
- Christopher Shea (Keevan)
- Hamilton Camp (Leck)
- Chase Masterson (Leeta)
- Iggy Pop (Yelgrun)

### Épisode 11:Valse
- Jeffrey Combs (Weyoun)
- Marc Alaimo (Gul Dukat)
- Casey Biggs (Légat Damar)

### Épisode 12:Qui regrette Morn?
- Gregory Itzin (Hain)
- Brad Greenquist (Krit)
- Bridget Ann White (Larell)
- Cyril O'Reilly (Nahsk)

### Épisode 13:Au-delà des étoiles
- Brock Peters (Joseph Sisko / prédicateur)
- Jeffrey Combs (Weyoun / policier #1)
- Marc Alaimo (Gul Dukat / policier #1)
- J.G. Hertzler (Général Martok / Roy Ritterhouse)
- Aron Eisenberg (Enseigne Nog / marchand de journaux)
- Penny Johnson (Capitaine Kasidy Yates / Cassie)

- Cet épisode a la particularité, pour la plus grande partie de l'épisode, de voir les acteurs de la série jouer des personnages sans leur maquillage habituel. Il s'agit là d'un des rares exemples de métafiction dans un épisode de l'univers de Star-Trek.
- Une erreur est présente au début de l'épisode, la couverture du magazine Galaxy Science Fiction de Septembre 1953 est fictive. Le lien ici, présente la véritable couverture.

### Épisode 14:Un seul petit vaisseau
- Aron Eisenberg (Enseigne Nog)
- Scott Thompson Baker (Premier Kudak'Etan)
- Fritz Sperberg (Second Ixtana'Rax)
- Leland Crooke (Vorta)
- Christian Zimmerman (Troisième Lamat'Ukan)

### Épisode 15:L'honneur des bandits
- Michael Harney (Agent Chadwick)
- Carlos Carrasco (Krole)
- John Chandler (Flith)
- Leland Crooke (Administrateur Gelnon)
- Joseph Culp (Boss Raimus)
- Nick Tate (Liam Bilby)
- Brad Blaisdell (Yint)

### Épisode 16:Revirement
- Todd Waring (en) (Lasaran)

### Épisode 17:Les Péchés du passé
- Leslie Hope (Kira Meru)
- Marc Alaimo (Gul Dukat)
- David Bowe (en) (Basso Tromac)
- Wayne Grace (Légat Parek)
- Tim deZarn (Halb Daier)
- Thomas Kopache (en) (Kira Taban)

### Épisode 18:Inquisition
- William Sadler (Agent Luther Sloan)
- Jeffrey Combs (Weyoun)
- Samantha Mudd (Lieutenant Chandler)
- Benjamin Brown (Enseigne Kagan)

### Épisode 19:Sous la Lune pâle
- Andrew Robinson (Elim Garak)
- Jeffrey Combs (Weyoun)
- Casey Biggs (Légat Damar)
- Howard Shangraw (Grathon Tolar)
- Stephen McHattie (Sénateur Vreenak)

- Le Capitaine Sisko vit ses heures les plus sombres, en proie au doute et au bien fondé de ses actions.
- L'épisode est expliqué par Sisko comme s'adressant au journal de bord mais plutôt s'adressant face caméra aux téléspectateurs.

### Épisode 20:A chacun sa manière
- Debi A. Monahan (Melissa)
- Cyndi Pass (Ginger)
- James Darren (Vic Fontaine)

### Épisode 21:Le jour du jugement
- James Greene (en) (Koral)
- Louise Fletcher (Kai Winn Adami)

### Épisode 22:Valiant
- Aron Eisenberg (Enseigne Nog)
- Paul Popowich (Cadet Tim Watters)
- Courtney Peldon (en) (Cadet Karen Farris)
- David Drew Gallagher (Cadet Riley Aldrin Shepard)
- Ashley Brianne McDonogh (Cadet Dorian Collins)

### Épisode 23:L'argent n'a pas de sexe
- Henry Gibson (Nilva)
- Jeffrey Combs (Brunt)
- Max Grodénchik (Rom)
- Aron Eisenberg (Enseigne Nog)
- Cecily Adams (en) (Ishka)
- Chase Masterson (Leeta)
- Tiny Ron (Maihar'du)
- Sylvain Cecile (Uri'lash)
- Wallace Shawn (Grand Nagus Zek)

### Épisode 24:Orpheline du temps
- Rosalind Chao (Keiko)
- Michelle Krusiec (Molly à l'âge de 18 ans)
- Hana Hatae (Molly O'Brien)

### Épisode 25:Le son de sa voix
- Penny Johnson (Capitaine Kassidy Yates)
- Debra Wilson (Capitaine Lisa Cusak) (voix)

### Épisode 26:Les larmes des prophètes
- Andrew Robinson (Elim Garak)
- Jeffrey Combs (Weyoun)
- Marc Alaimo (Gul Dukat)
- David Birney (Sénateur Letant)
- J.G. Hertzler (Général Martok)
- Aron Eisenberg (Enseigne Nog)
- Casey Biggs (Légat Damar)
- Barry Jenner (en) (Vice-Amiral William Ross (en))
- James Darren (Vic Fontaine)